# Ziia
Ziia (in passato anche Zija) è una frazione del Comune di Caulonia, in provincia di Reggio Calabria, distante 10 km dal centro, nelle serre Calabresi, lungo la SP9 ex SS110.

## Etimologia

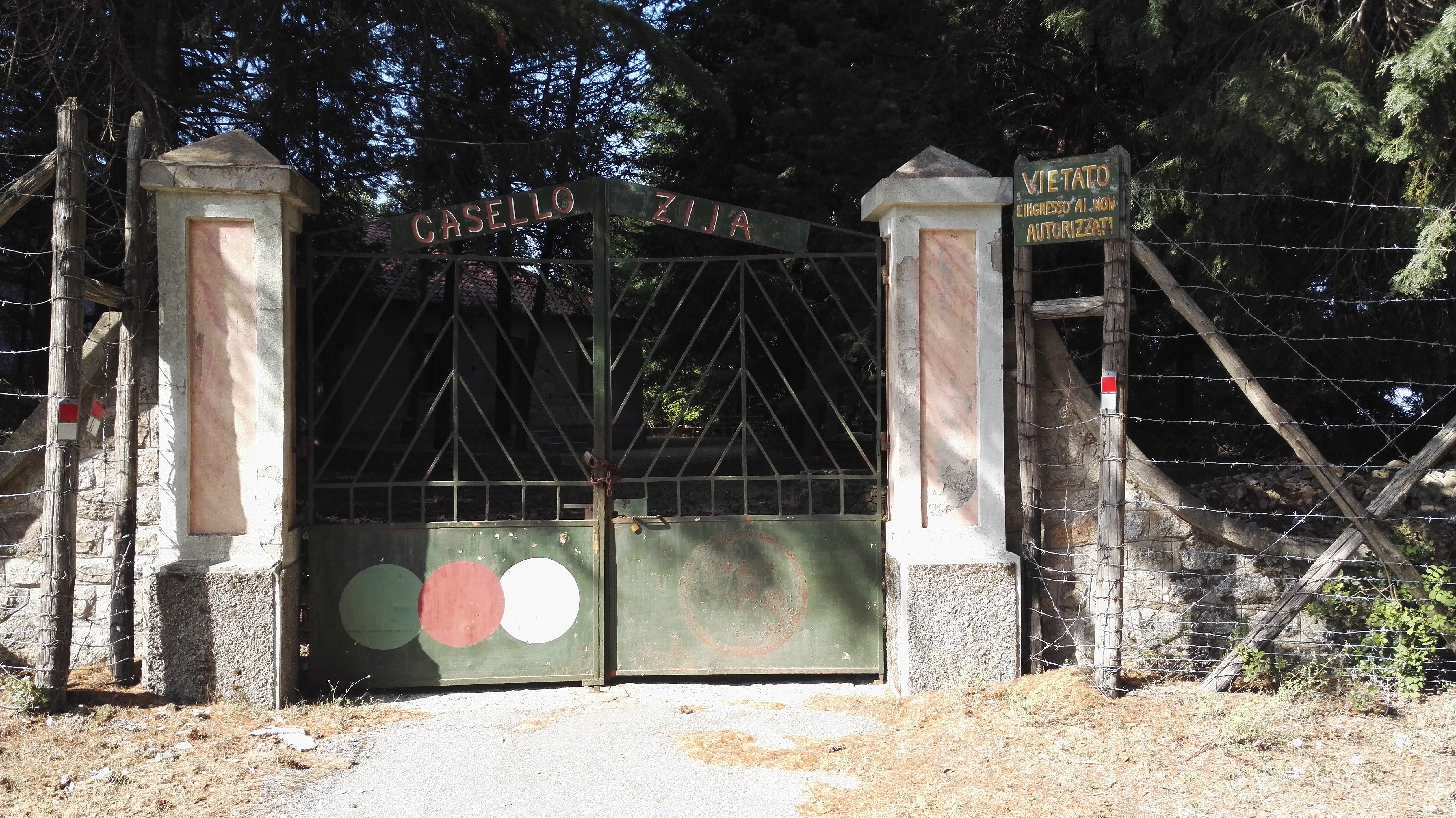
Casello Zija (2017)

L'etimo viene dal calabrese Zijia, che a sua volta deriva dal greco ζυγὶα, acero

## Archeologia industriale
Fu in passato un villaggio montano. Nelle sue vicinanze transitava una linea ferroviaria a scartamento ridotto costruita da Achille Fazzari nel 1875 per il trasporto di legna e prodotti vari. .

## Storia recente

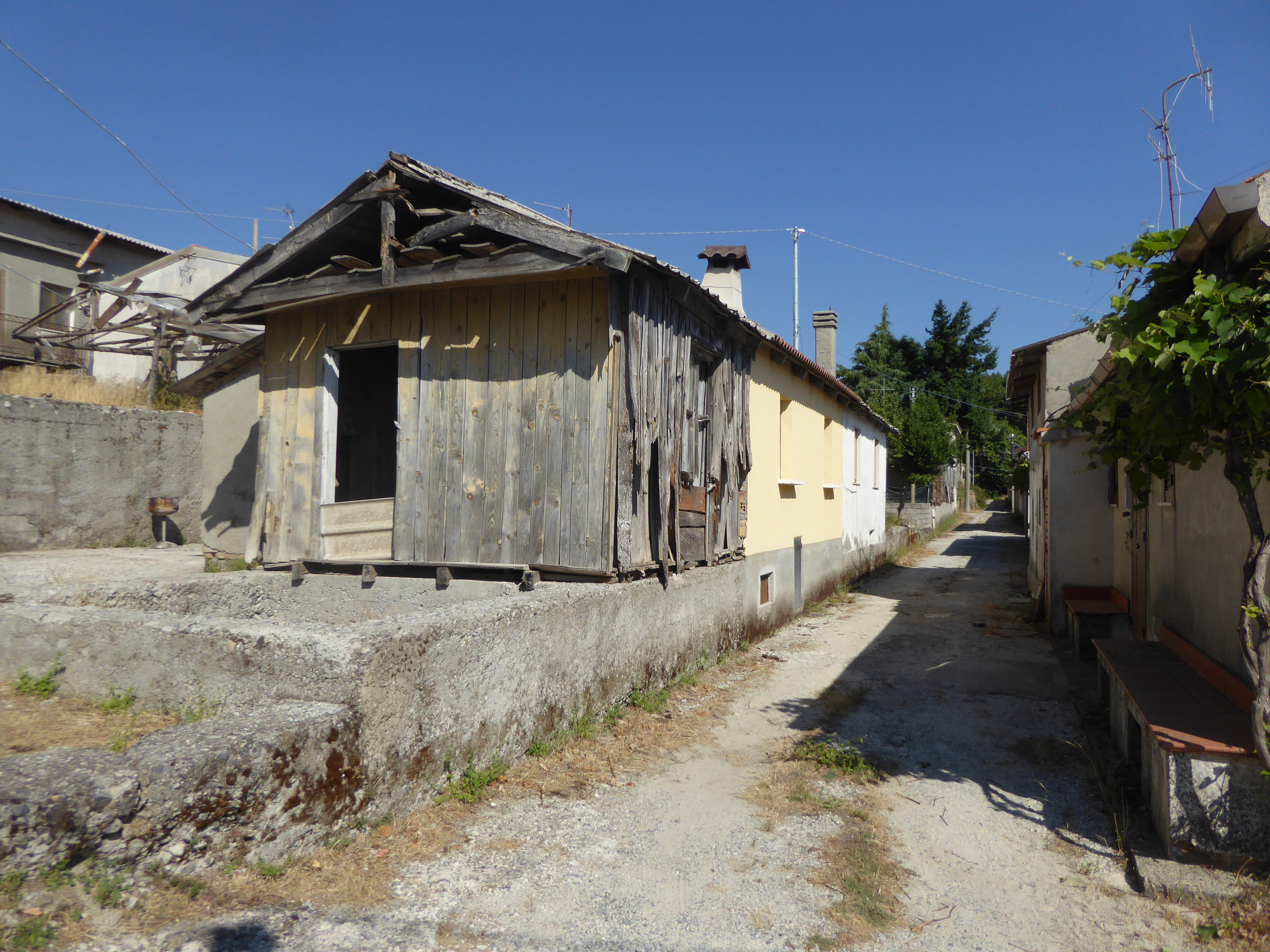
Baracca degli anni '50 alla Ziia costruita dopo l'alluvione (agosto 2019)

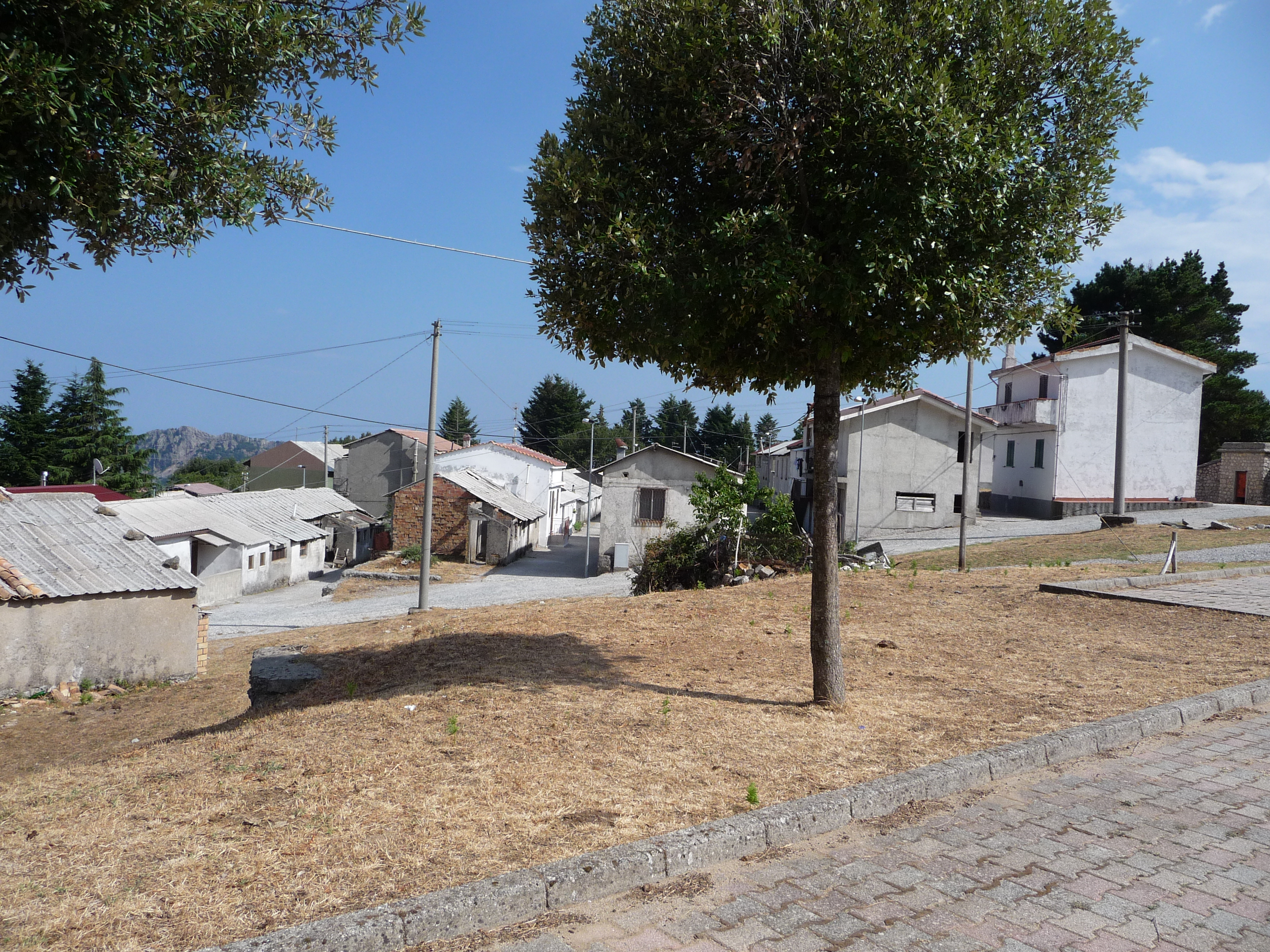
Ziia

Dopo l'alluvione del 1951, su ordine della prefettura di Reggio Calabria, furono costruite delle abitazioni per ospitare decine di sfollati di varie frazioni.
Già a partire dagli anni '70 però molti iniziarono ad emigrare sia verso località più a valle che verso centri del Nord Italia.
Attualmente la maggior parte delle abitazioni è disabitata.
Solo poche famiglie risiedono a Ziia per tutto l'anno.
Durante il periodo estivo molti degli ex-abitanti ritornano per godere del paesaggio e della natura.
Nel 1997 la regione Calabria stanziò dei fondi e fece costruire una grande piazza e vari gazebo, il tutto per cercare di far rinascere il centro creando un piccolo villaggio turistico, il progetto fu poi abbandonato.